# Trichoniscus darwini
Trichoniscus darwini là một loài chân đều trong họ Trichoniscidae. Loài này được Vandel miêu tả khoa học năm 1938.